# Mbila
Mbila ist eine im südlichen Afrika verbreitete Bezeichnung für unterschiedliche Xylophone und Lamellophone. In mehreren Bantusprachen sind wegen der Lautähnlichkeit von mbila und mbira beide Schreibweisen austauschbar und beide bedeuten im Singular „eine Klangplatte/Lamelle“ oder „ein Ton“ und zugleich als Pluralwort das hieraus gefertigte Instrument und den zugehörigen Musikstil. Sprachverwandt mit mbila/mbira ist limba/rimba, hiernach unter anderem malimba und marimba für mehrere Xylophone und Lamellophone, kalimba für ein Lamellophon sowie valimba für ein Rahmenxylophon in Malawi.
Zu den mbira oder mbila genannten Lamellophonen gehören bei den Shona in Simbabwe die mbira dza vadzimu und die mbira dza vaNdau sowie bei den Venda in Südafrika die mbila dza madeza (auch mbila deza).
Als mbila, Plural timbila, ist ein Xylophontyp in einigen Varianten mit einem individuellen Resonator unter jeder Klangplatte bei den Chopi im südlichen Mosambik bekannt. Größer, aber heute weitgehend verschwunden ist das mbila der südafrikanischen Venda. Das Verbreitungsgebiet der Bezeichnung mbila für Xylophone reicht bis in den Süden des Kongo und in den Südosten von Tansania, wo Makonde das dimbila, ein Holmxylophon mit sechs Klangplatten spielen. Noch weiter nördlich kommt an der tansanischen Küste ein marimba genanntes Trogxylophon vor.

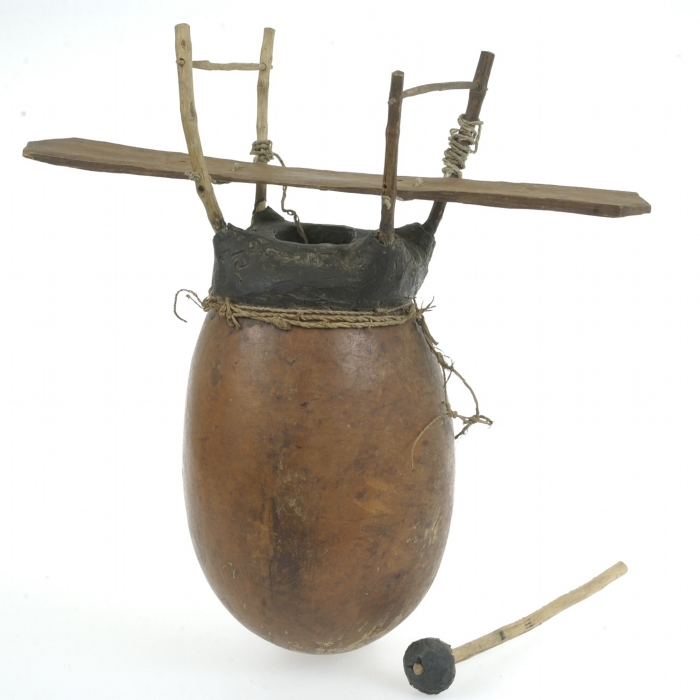
Ein-Ton-Xylophon idimba mit Kalebassenresonator der Lunda in Sambia, das in anderen Regionen mbila, mbira oder limba genannt wird. Tropenmuseum, Amsterdam.

## Verbreitung der Wortgruppe mbila/mbira

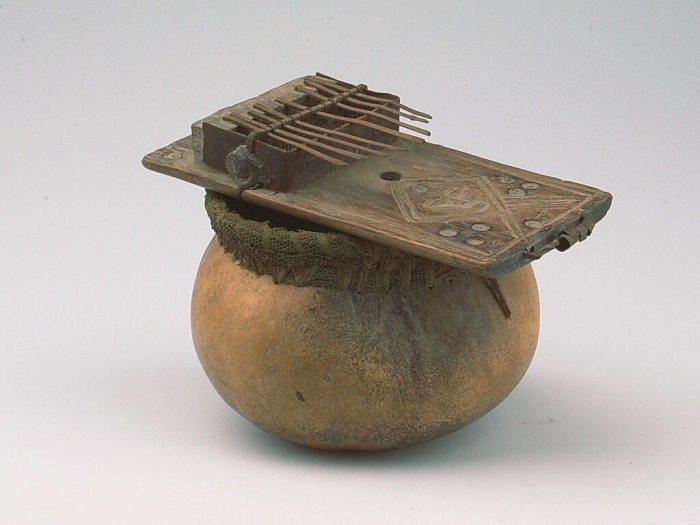
Dieses Lamellophon der Luvale im Nordwesten von Sambia liegt auf einer Kalebasse, die als Resonanzverstärker dient und damit dem oben abgebildeten Trogxylophon mit einer Klangplatte entspricht. Tropenmuseum, Amsterdam.

Beide Instrumententypen sind mit unterschiedlichen Formen in der afrikanischen Musik weit verbreitet. Nicht nur mbila/mbira, auch Variationen anderer Namen werden in zahlreichen afrikanischen Sprachen gleichermaßen sowohl für Xylophone als auch für Lamellophone verwendet. Ein Grund ist, dass die Spielweise der einen Instrumentengruppe häufig für die Musik der anderen übernommen wird. Arthur Morris Jones stellte 1973/74 die These auf, Lamellophone seien als „tragbare Xylophone“ geschaffen worden. Große Xylophone mit acht Klangplatten werden von zwei gegenüber oder nebeneinander sitzenden Spielern mit einem Schlägel in jeder Hand bedient. Demnach würde ein Lamellophonspieler, der mit seinen beiden Daumen die Lamellen zupft, die Funktion der beiden Xylophonspieler übernehmen. Der Austausch der alveolaren Konsonanten L und R kommt in Bantusprachen häufig vor, etwa bei den durch Metathese mit mbila verbundenen Bezeichnungen für Lamellophone -limba zu -rimba und -ndimba.
Das Wort ambira taucht erstmals in einer europäischen Sprache, auf Portugiesisch, 1609 im Werk Etiópia Oriental e Vária História de Cousas Notáveis do Oriente des portugiesischen Missionars Frei João dos Santos († 1622) auf, worin dieser von seiner Reise in das Reich Kiteve östlich von Simbabwe im Jahr 1586 berichtet. Dos Santos benennt mit ambira Xylophone und Lamellophone.
Der Wortstamm -mbila in afrikanischen Sprachen erstreckt sich über das südliche Afrika bis teilweise nach Ostafrika. Ein mbila genanntes Xylophon mit einer einzigen Klangplatte aus Hartholz über einem Kalebassenresonator, das mit einem Schlägel mit Gummikopf gespielt wird, kam nach einer Beschreibung von 1936 bei den Bassonge in Belgisch-Kongo vor. Es entspricht dem didimbadimba der dortigen Baluba. Das simbila ist ein heptatonisch gestimmtes Xylophon mit Resonatoren der Kanyoka-Ethnie im Süden der Demokratischen Republik Kongo, über das Hugh Tracey in den 1950er Jahren berichtete. Ungewöhnlich ist die weit außerhalb dieser Region vorkommende, singuläre Bezeichnung timbili für ein Lamellophon der Wute-Ethnie in Kamerun. Gerhard Kubik (1964) hält eine sprachliche Verwandtschaft zu timbila für wenig wahrscheinlich. Für den Kongo sind die bekanntesten Bezeichnungen für Lamellophone -sanzi, -limba und -kembe. Im Süden des Kongo überwiegen -sanzi und -limba, im Norden und Osten ist der Wortstamm -kembe häufiger. Vermutlich um 1900 gelangte das Lamellophon vom Nordosten des Kongo nach Uganda, wobei -kembe im Süden Ugandas unter dem Einfluss der Bantusprachen aufgegeben wurde.

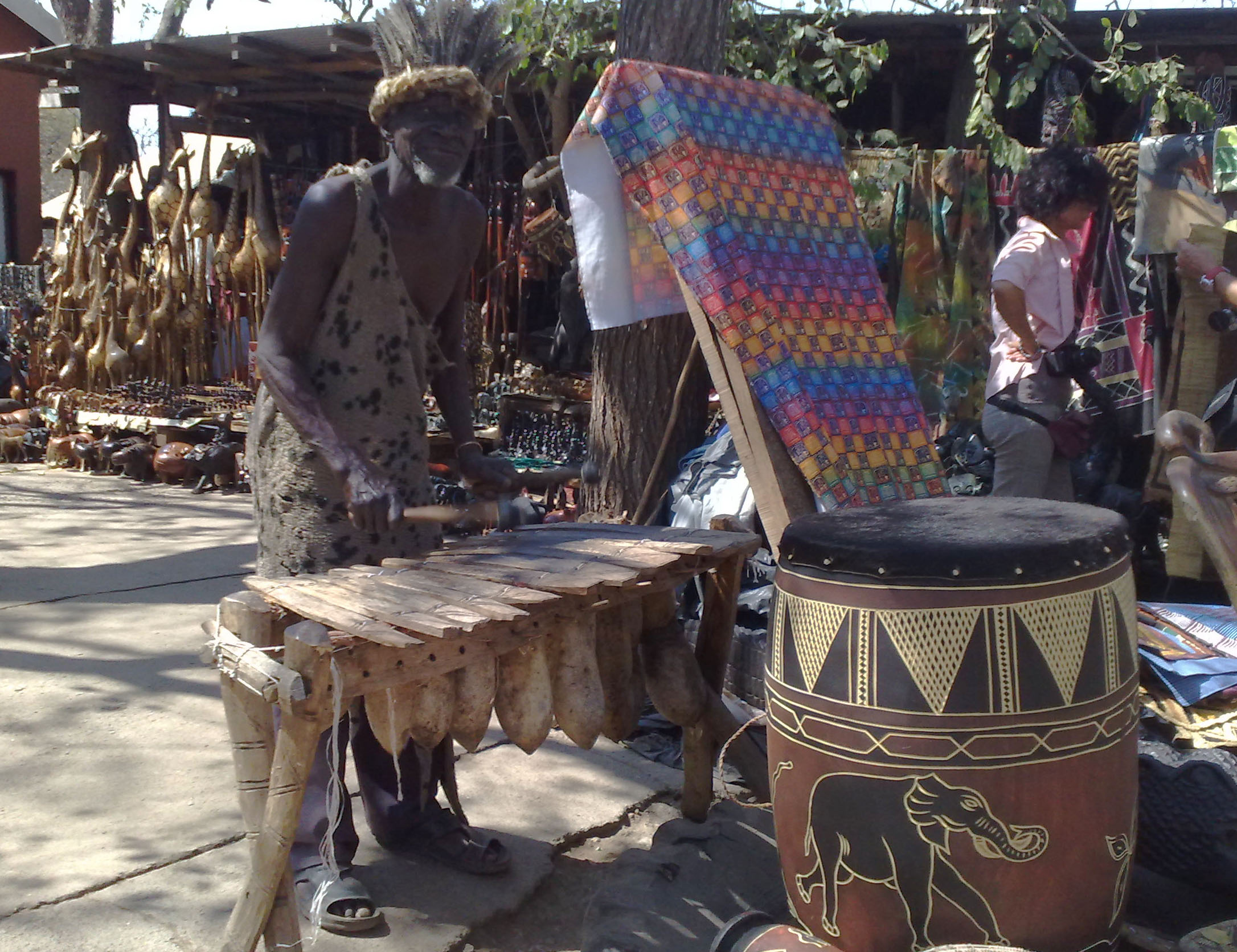
Silimba der Lozi in Sambia.

Der Wortstamm -limba wird regional zu kalimba, malimba, ilimba, silimba oder ähnlich abgewandelt. Vom Tal des Sambesi bis zur Südprovinz Katanga und nochmals im Norden des Kongo kommt der Stamm -sanzi vor. Das Verbreitungsgebiet von -sanzi überschneidet sich folglich unter anderem mit demjenigen von -limba. Letzteres umfasst ungefähr Simbabwe, Sambia, Malawi, Tansania und den Süden des Kongo: Kalimba nennen die Chewa in Malawi kleine Lamellophone mit fächerförmig angeordneten Lamellen und die Tumbuka solche mit einem Resonanzkasten und teilweise mit Mirlitonen. Bei den Gogo in Zentraltansania heißt ein ähnliches Lamellophon ilimba. Lamellophone mit vielen Lamellen in zwei Reihen und Xylophone mit einer Klangplatte an der Küstenregion von Tansania sind als malimba oder marimba bekannt. Silimba ist ein Xylophon der Lozi im Barotseland im westlichen Sambia und in der Umgebung der Victoriafälle.
Mbira/mbila wird von Shona, Venda und anderen Ethnien im nördlichen Südafrika, in Botswana, Simbabwe und Mosambik für Lamellophone und Xylophone verwendet. In der Shona-Sprache ist mbira (Singular und Plural) eine allgemeine Bezeichnung für drei große, komplexe Lamellophontypen in Simbabwe und umliegenden Gebieten, während für andere Lamellophone eigene Namen wie njari, nyonganyonga, hera und matepe verwendet werden.
Die verwandten und gleichbedeutenden Substantive mbira/mbila und limba/rimba erhalten Präfixe zur Anzeige des Plurals wie ma- und ti- oder die Verkleinerungsform ka-. Zum Wortumfeld gehört der in vielen Bantusprachen vorkommende Verbstamm -imba, „singen“, dem zur Bedeutungserweiterung -ila oder -ira angehängt werden kann. Mbira und mbila hat somit die Grundbedeutung „für etwas singen“.
Die Bedeutungsübertragung der Wortgruppe mbila auf unterschiedliche Musikinstrumente steht nicht allein, beispielsweise wurden mit dem Wortstamm -dongo (-dungu) für Lamellophone in Uganda zuvor Saiteninstrumente (Leiern, Harfen und Musikbögen) bezeichnet. Die Benennungen der Lamellophone richten sich nach den regionalen Besonderheiten der Aussprache, dem Instrumententyp, nach kulturell bedingten Klassifizierungssystemen und gelegentlich nach dem sozialen Kontext. Mambira heißt sowohl ein großes Lamellophon mit Kastenresonator bei den Bemba im nordöstlichen Sambia als auch ein Trogxylophon in der Nähe des Chilwa-Sees in Mosambik.
Bei den Shona und Venda ist mbila die Bezeichnung für den Klippschliefer, der in Südafrika allgemein rock dassie heißt. Eine volksetymologische Herleitung des Namens für den Musikstil mbila verbindet den Lebensraum der Tiere in felsigen Berggebieten mit den Rückzugsorten der Venda in den Felshöhlen jener Berge, in die sie sich früher während Kriegszeiten versteckten. In den meisten Höhlen fanden die Venda Klippschliefer vor, die morgens einen Weckruf von sich gaben, der durch die Höhlenwände verstärkt wurde. Jäger können die Tiere durch diesen Ruf aufspüren. Bei den Ndebele in Transvaal bezeichnet ilimba Klippschliefer und Xylophon.

## Lamellophone

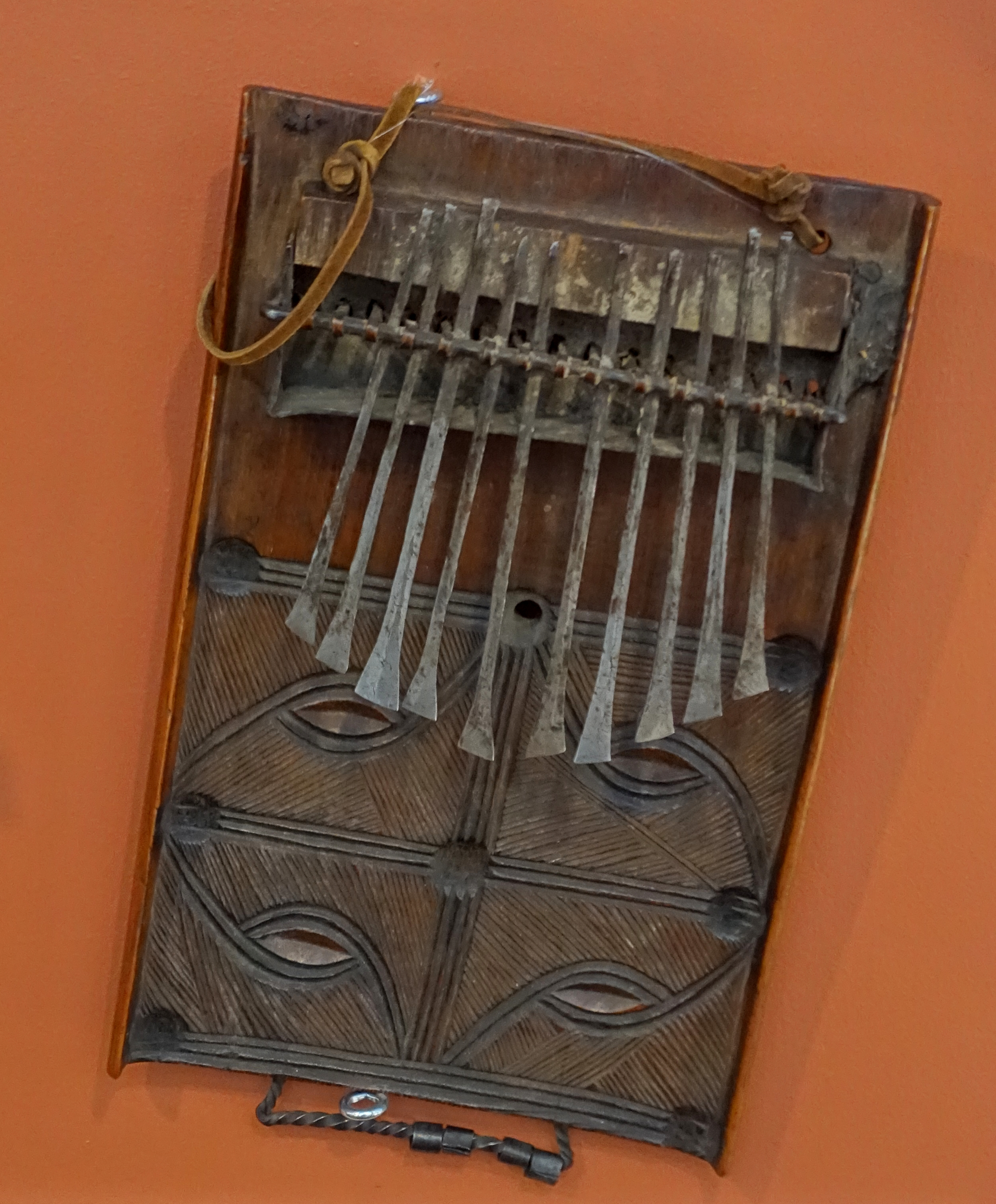
Likembe der Ambundu in Angola. Redpath-Museum in Montreal.

In europäischen Sprachen waren Lamellophone allgemein bis in die 1960er Jahre überwiegend als „sanza“ oder „sansa“ bekannt. Dieses Wort bezeichnet jedoch nirgendwo in Afrika Lamellophone, sondern geht auf eine irrtümliche Notiz David Livingstones anstelle der im Mündungsgebiet des Shire in den Sambesi in Mosambik vorkommenden Namen nsansi und sansi zurück. Ferner bedeutet kasansi am Sambesi „kleine sansi“, ein Lamellophon mit nur acht bis zehn Lamellen. Livingstones Reiseerlebnisse erschienen ab 1858. Zur Korrektur des 100 Jahre lang fälschlich verwendeten Namens sansa schlug der Musikethnologe Hugh Tracey (1903–1977) erstmals 1953 vor, als allgemeine Bezeichnung dieses afrikanischen Instrumententyps mbira zu verwenden. Er argumentierte, der Instrumententyp habe unter dem Namen mbira seine größte handwerkliche und spieltechnische Verfeinerung erfahren. Auf Tracey geht die Inkonsistenz zurück, mbira in der Fachliteratur sowohl für die wenigen, von den Musikern im südlichen Afrika so bezeichneten Lamellophontypen als auch als Oberbegriff in der Literatur für die afrikanische Instrumentenfamilie insgesamt zu verwenden („mbira family“). Für diese trug Hugh Tracey annähernd 100 verschiedene regionale Namen zusammen.
Da das Wort mbira tatsächlich nur in einer begrenzten Region vorkommt, ergaben sich Missverständnisse und Probleme bei der Zuordnung, als nun Instrumente in weit entfernten Gegenden, etwa in Westafrika, ebenfalls mbira genannt wurden. Um nicht afrikanische Namen über ihr Verbreitungsgebiet hinaus zu verallgemeinern, führte Gerhard Kubik 1966 den neutralen instrumentenkundliche Begriff „Lamellophon“ ein, der seitdem auch andere unpassende Benennungen wie „Daumenklavier“ oder früher englisch „kaffir piano“ ersetzen kann.
Der einfachste Lamellophontyp bei den Shona von Simbabwe ist die karima mit acht Lamellen aus Eisen, die in einer Reihe auf einem Brett montiert sind. Die karimba gilt als Vorläufer aller anderen regionalen Lamellophone und steht am Anfang einer von Hugh Tracey (1948) aufgestellten relativen Chronologie der Lamellophontypen. Die Bandbreite reicht bis zum seltenen Instrument mit maximal 52 Lamellen in fünf Reihen namens munyonga. Nach der Form des Lamellenträgers lassen sich tablettförmige Instrumente ohne Korpus (njari) von solchen mit einem ausgehöhlten Resonanzkasten, in dessen Innerem sich die Lamellen befinden, unterscheiden (matepe). Die njari der Shona von Simbabwe und der Sena in der mosambikanischen Provinz Tete wird bei Ahnenritualen verwendet, ebenso die matepe dza mhondoro (auch madhebhe), die in etwa denselben Regionen und im Süden von Malawi vorkommt. Ferner gehört die nyonganyonga, die auch marimba oder nsansi genannt wird, zur Ahnenverehrung. Sie ist etwas kleiner als die matepe und ihre Lamellen sind gegenüber der matepe und anderen Lamellophonen vertauscht, sodass sich die tieftönenden Lamellen auf der rechten Seite befinden. Eine weitere nsansi ist auch als mana embudzi („Ziegenzahn“) in Zentralmosambik bekannt. Ihre Lamellen sind in zwei durchgängigen Reihen von den tiefen Tönen links bis zu den hohen Tönen rechts angeordnet.
Herstellung und Spiel der Lamellophone mbira und sansi wurde 2020 auf Antrag Malawis und Simbabwes in die UNESCO-Liste des immateriellen Kulturerbes der Menschheit aufgenommen.

### Mbira dza vadzimu

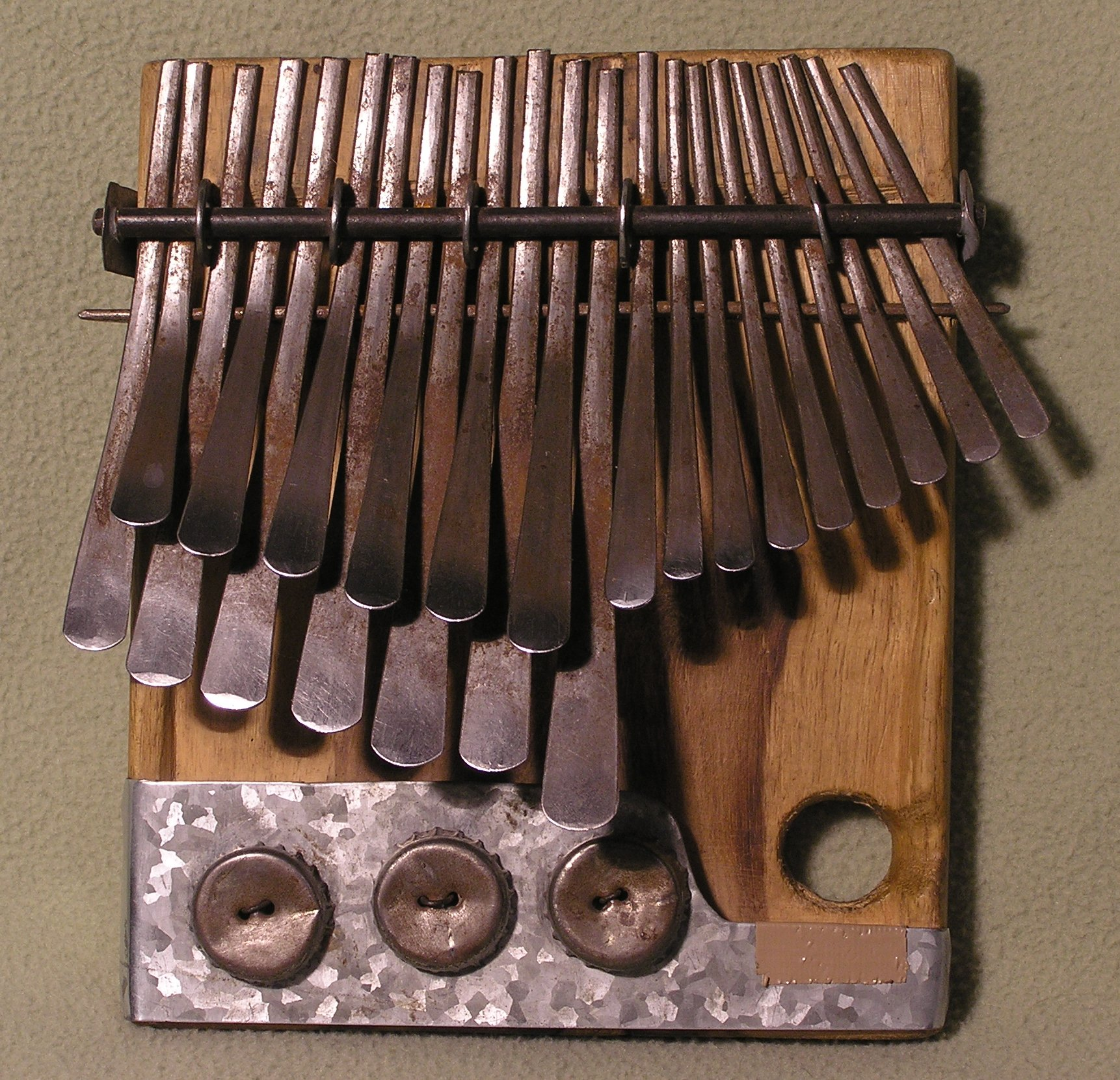
Mbira dza vadzimu

Die mbira dza vadzimu („mbira der Ahnen/Ahnengeister“), auch mbira huru („große mbira“) oder nhare („Eisen“), gehört zu den ältesten Lamellophontypen und ist in den 1970er Jahren ein Teil der populären Musik geworden. Sie stellt ein Symbol der Shona-Kultur dar. Meist reicht in Simbabwe der Ausdruck mbira ohne Zusatz, um dieses Lamellophon von anderen Typen zu unterscheiden. Traditionell wird die mbira dza vadzimu in der rituellen Musik verwendet, etwa bei Regenmacherzeremonien, Begräbnissen, nachfolgenden Totenritualen (bira) zur Verehrung der Ahnengeister (vadzimu) und beim Mashawe-Besessenheitskult. Sie besitzt mindestens 22 Lamellen, die breiter und mit mehr Abstand als bei der karimba auf einem Brett befestigt sind. Zwei Reihen von heptatonisch gestimmten Lamellen mit den beiden tiefen Oktaven auf der linken Seite stehen einer Reihe mit kleineren Lamellen der höheren Oktave auf der rechten Seite gegenüber. Ihre Anordnung ist V-förmig, das heißt, die am tiefsten klingenden Lamellen befinden sich in der Mitte, was für die Handhabung vorteilhaft ist.

### Mbira dza vaNdau
Im östlichen Simbabwe und in Zentralmosambik spielen die zu den Shona gehörenden Ndau nur zur Unterhaltung die mbira dza vaNdau oder mbira ja vaNdau. Neben Amateuren begleiten manchmal ältere, professionelle Wandersänger (varombe) ihren Gesang mit dem Lamellophon. Junge Männer verwenden es zur Brautwerbung. Die bis zu 30 Lamellen sind in drei Reihen übereinander und mit von links nach rechts in einer hexatonischen Skala aufsteigenden Tonhöhe angeordnet. Sie werden mit beiden Daumen und dem rechten Zeigefinger gezupft. Der Korpus besteht aus einer Weichholzplatte, die in der Mitte flächig eingetieft ist, sodass nur an der Rückseite und beiden Längsseiten Randleisten stehen bleiben. Wie bei anderen Lamellophonen sorgen vor den Lamellen auf der Platte aufgereihte Kronkorken für ein schnarrendes Nebengeräusch. Ein bekannter mbira dza vaNdau-Spieler, der in den 1970er und 1980er Jahren regelmäßig im Rundfunk zu hören war, ist der Ndau António Gande.
Bei einem alten Typus mit 18 Lamellen (in der durchgehenden vorderen Reihe elf, in der oberen Reihe links drei und rechts vier Lamellen) wird die fünfte Lamelle von links der vorderen Reihe wahlweise vom linken oder dem rechten Daumen bedient. Mit dem Zeigefinger werden die drei Lamellen rechtsaußen gezupft. Andrew Tracey (1972) unterteilt drei hauptsächliche, regionale Varianten bei den Ndau-Lamellophonen, die alle der alten Form ähnlich sind. Der nach dem gleichnamigen Dialekt benannte Tomboji-Typ an der Grenze zwischen Simbabwe und Mosambik südlich von Mutare wurde in den 1970er Jahren hauptsächlich von älteren Musikern gespielt. Er ist gegenüber dem Instrument mit 18 Lamellen um eine dritte Reihe links mit fünf Lamellen erweitert. Die Stimmung ist der Shona-Spielweise angenähert. Jüngere Spieler verwenden den am weitesten verbreiteten Danda-Typ, der jeweils zwölf Lamellen in zwei durchgängigen Reihen und acht Lamellen in der dritten Reihe auf der linken Seite besitzt. Als auffälligster Unterschied fehlt die sechste Tonstufe der ersten Oktave und die zweite Tonstufe der zweiten Oktave, während in der höheren Oktave die Zwischenstufen vorhanden sind. Daraus ergibt sich eine für das Instrument charakteristische tetratonische Tonfolge in der unteren Lage. Beim dritten Typ (Utee-Typ) ist anstelle der hoch tönenden dritten Reihe links oben eine zusätzliche, tief tönende Reihe mit fünf Lamellen rechts vorne angeordnet. Diese werden mit dem rechten Daumen gezupft.

### Mbila dza madeza
Die mbila dza madeza oder mbila deza, kurz deza, der Venda in Südafrika mit mindestens 23 (etwa 26) Lamellen entspricht der Form nach weitgehend der mbira dza vadzimu. Sie ist ebenso heptatonisch gestimmt und hat einen Tonumfang von über drei Oktaven. Die beiden tieferen Oktaven links werden mit dem linken Daumen und die hohe Oktave rechts wird mit dem Daumen und Zeigefinger der rechten Hand gezupft. Es gibt auch Instrumente, bei denen die tiefen Lamellen der linken Hälfte mit den hohen der rechten Hälfte vertauscht sind. Der Namenszusatz deza oder madeza bezieht sich auf den großen Kalebassen-Resonator (deze), in den das Instrument während des Spiels zur Klangverstärkung hineingelegt wird. Die schalenförmige Kalebasse hält der Musiker beim Spiel in einer aufrechten Position auf seinen Knien mit der Öffnung zu sich gekehrt.
Die mbila dza madeza wird speziell von den Lemba, einer Untergruppe der Venda zur Begleitung religiöser Lieder und für viele kürzere Unterhaltungslieder verwendet. Es gibt auch auf Lamellophonen gespielte Versionen des Venda-Rohrflötentanzes tshikona, bei dem ansonsten Männer mit einem Satz (mutavha) von über 20 unterschiedlich langen Eintonflöten (nanga) aus Pflanzenrohr die Melodie produzieren. Die Venda sind mit den Shona verwandt, von denen sie sich vor einigen Jahrhunderten abgespalten haben. Einige der auf der mbila dza madeza gespielten Lieder haben ein hohes Alter und führen auf ein früheres Stadium der Shona-Musik zurück. Andrew Tracey (1989) zufolge handelt das wohl älteste überlieferte Lied (Bangidza ra Mutota), welches die Shona auf der mbira dza vadzimu spielen, von Nyatsimba Mutota, der im 15. Jahrhundert über das Munhumutapa-Reich herrschte. Denselben Titel (Bangidza) spielen die Venda auf ihrem Lamellophon.

### Dipela
Zu den genannten Lamellophontypen gehört die am weitesten südlich, bei den Nord-Sotho-Sprechern Pedi und Lovedu (Balobedu) vorkommende dipela (dipila). Der Name dipela ist die sothosprachige Abwandlung von mbila/mbira. Der Typus hat acht bis 16, pentatonisch gestimmte Lamellen, die V-förmig auf einem flachen Brett befestigt sind, das nicht die bei anderen Lamellophonen üblichen seitlichen Leisten besitzt. Wie die Pedi von den benachbarten Venda das heptatonische Spiel der Rohrflöten beim tshikona-Tanz für ihre pentatonische Spielweise übernahmen, passten sie vermutlich auch das übernommene Lamellophon kalimba ihren Hörgewohnheiten an.
Im Unterschied zu fast allen anderen Lamellophonen wird die dipela nicht mit den Daumen, sondern mit zwei oder drei Fingern jeder Hand in einer Abwärtsbewegung gezupft. Anstelle der heute seltenen dipela verwenden die Pedi häufiger eine harepa genannte Kastenzither, die nach dem Prinzip der Autoharp (ohne Klaviatur) konstruiert ist. Laut Aussage einiger dipela-Spieler erfolgte die Übernahme der harepa anstelle des Lamellophons beim Zuzug der Musiker aus dem ländlichen Raum in die Städte auf der Suche nach Arbeit. Die einfache Kastenzither wird dipela tša harepa und das Lamellophon zur Unterscheidung dipela tša kota genannt.

## Xylophone

### Ein-Ton-Xylophon Mbila

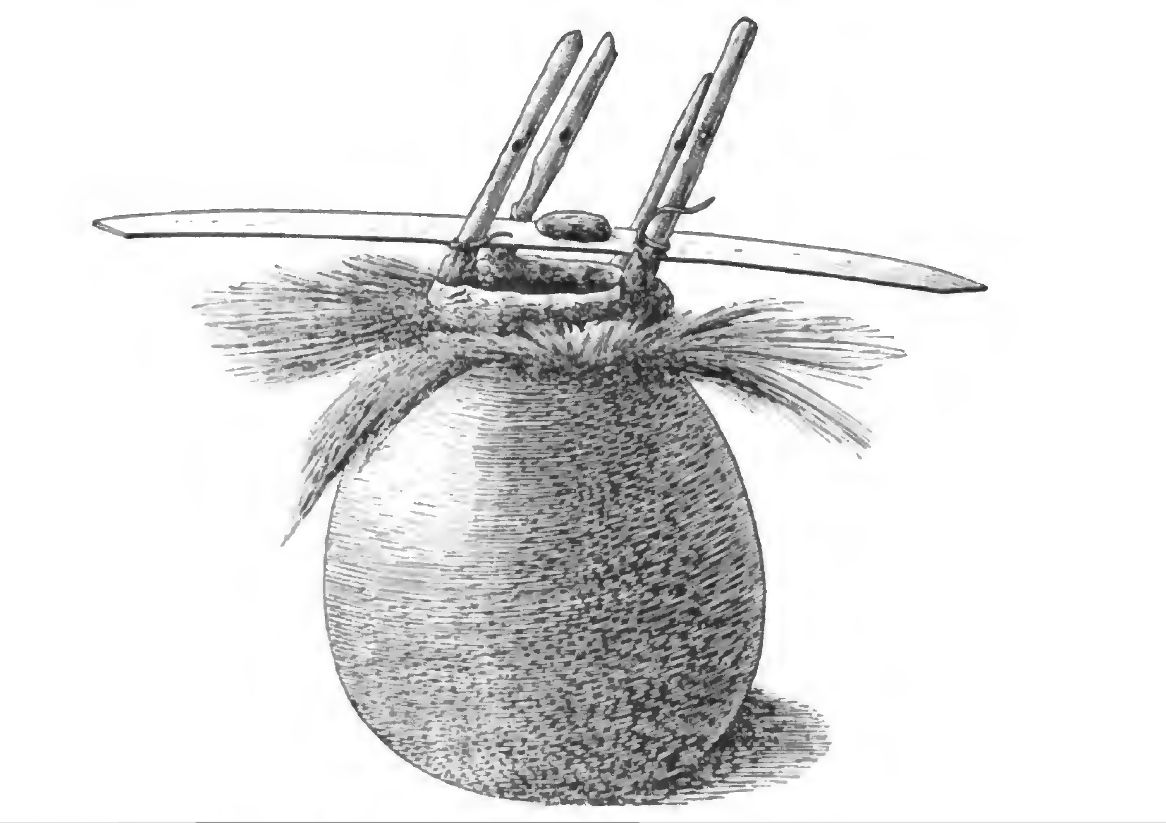
Ein-Ton-Xylophon limba mit Kalebassen-Verstärker der Manganja in Malawi. Zeichnung von 1901 mit dem Titel „Totentrommel“.

In Sambia bezeichnen Bemba, Bisa, Nsenga und Tabwa (Shila) ein Ein-Ton-Xylophon als mbila. Derselbe Instrumententyp heißt bei den Manganja, einer Bantusprachgruppe in der Gegend von Chikwawa im Tal des Shire im Süden von Malawi limba. Ein solches Xylophon, das nur aus einem Klangstab über einer Kalebasse besteht, nennt Bernhard Ankermann (1901) „‚Totentrommel‘ der Mangandscha“. Seiner Beschreibung zufolge ist der Rand der Kalebassenöffnung mit Wachs bestrichen. Zwei der vier aus der Kalebasse herausragenden Stäbe sind durch Hautstreifen miteinander verbunden, auf denen die Klangplatte ruht. Der Spieler schlägt neben einen Klumpen Kautschuk (oder Harz), der auf der Mitte der Platte liegt.
Der Name mbila für Trogxylophone mit einer einzigen Klangplatte ist im Norden bis in die Provinz Katanga der Demokratischen Republik Kongo verbreitet. Bei den Exemplaren der Sanga in der Katanga-Provinz, die in den 1930er Jahren in das Königliche Museum für Zentral-Afrika in Tervuren (Belgien) gelangten, sind anstelle der vier geraden, senkrecht im Gefäß stehenden Hölzer zwei im Halbkreis gebogene Stäbe mit einer dicken Harzschicht horizontal auf der Kalebasse befestigt. Die Klangplatte hängt hierbei dicht über der Öffnung an einer Schnur, die durch zwei Löcher an beiden Enden durch die Platte hindurchgezogen und an den Stäben festgebunden ist.
Nach der Information eines Sammlers (F. Grévisse, 1935) diente das mbila dem Bund der Elefantenjäger (die auch anderes Großwild jagten) als Ritualinstrument. Bei der Vorbereitung einer solchen Jagd, um den Geistern der verstorbenen Jäger zu gedenken und um die Jagdgeister anzurufen, auch wenn sich die Jäger in einem Lager im Busch aufhielten, wenn sie ein Tier erlegt hatten oder ein Jäger bei seiner Tätigkeit oder auf natürliche Weise gestorben war, schlugen sie das Xylophon. Nach unterschiedlichen Angaben wurde es im Lager entweder solo oder zusammen mit Rasseln (masonkolo) und gegeneinander geschlagenen Axtklingen (tuzongele) gespielt, ansonsten auch mit Rasseln und verschiedenen Trommeln. In jedem Fall wurde das Xylophon rituell verwendet und besaß einen quasi-sakralen Status. Ein Ensemble bei den Shila am Mwerusee bestand aus zwei mbila und ebenfalls aus mehreren Trommeln.
Die Spielweise ist überall ähnlich. Mit einem Schlägel in der rechten Hand wird auf die Mitte der Platte geschlagen, während die linke Hand die Kalebassenöffnung mehr oder weniger abdeckt, um den Klang zu variieren. Der Musiker hält die Kalebasse entweder im Sitzen gegen sein linkes Knie mit der Platte in senkrechter Position oder drückt sie gegen seine Brust.
Das didimbadimba (Plural madimbadimba) der Kiluba sprechenden Baluba in der Provinz Katanga wurde in der Vergangenheit ebenfalls von Großwildjägern gespielt, etwa zur Begleitung von Jagdliedern, die gesungen wurden, nachdem das Tier in das Lager gebracht worden war und noch einmal zur Begleitung von Tänzen, wenn sie mit der Jagdbeute im Dorf angekommen waren. Dies war auch der Anlass, um Hirsebier zu brauen.
Der schwedische Ethnologe Eric von Rosen (1916) sammelte bei einer Forschungsreise 1911/12 in Nordrhodesien (heute Sambia) zwei mbira genannte Ein-Ton-Xylophone, die bei der Zubereitung von Wildtieren oder bei Begräbnissen gespielt wurden. Eines der beiden Exemplare besitzt wie die mbila im Kongo zwei halbkreisförmig gebogene Stangen auf einer annähernd runden Kalebasse (Gesamthöhe 46 Zentimeter), beim anderen ragen der Zeichnung nach zu urteilen, vier leicht gebogene, kürzere Stangen aus einem langovalen Resonanzkörper (Höhe 60 Zentimeter). Anfang der 1960er Jahre wurde ein solches Xylophon mit dem Namen limba in der Gegend von Petauke in Sambia gesehen, als es die dortigen Nsenga vor einem eben erlegten Nilpferd spielten. Um 1912 erwarb der britische Tropenmediziner Hugh Stannus Stannus (1877–1957) in Malawi von einem Jäger der Chewa (Nyanja) ein als limba bezeichnetes Xylophon, dessen Form einschließlich des aufgelegten Harzklumpens den mbila der Sanga im Kongo entsprach. Er gab an, es bei der Jagd zu verwenden, um mit dem einer Trommel ähnlichen Ton speziell den Ellipsen-Wasserbock anzulocken und andere Antilopenarten fernzuhalten. Das Harz senkt die Tonhöhe und wird in Sambia und Malawi zu diesem Zweck auf die Membranen von Trommeln aufgebracht.

### Madimba in Angola
Die Verbreitung des Ein-Ton-Xylophons wird durch die weit zurückreichenden kulturellen Verbindungen erklärlich, die unter anderem zwischen den Bemba in Sambia, den Chewa in Malawi und den Baluba in Katanga bestehen. Auch wenn dieses Xylophon lange vor dem von Msiri (um 1830–1891) begründeten Königreich Yeke verbreitet war, dürfte dieses von etwa 1856 bis 1891 existierende Reich, das sich von der Provinz Katanga bis ins angrenzende heutige Angola und Sambia erstreckte, zur Verbreitung der Jagdbünde und damit des Ein-Ton-Xylophons beigetragen haben. Des Weiteren gelangte unter Msiri das große Xylophon madimba nach Norden bis zu den Sanga.
Die nordangolanische Provinz Malanje gehört zum großen Gebiet, in dem Xylophone mit Kalebassenresonatoren vorkommen. Das dort heimische madimba ist ein großes Xylophon mit 20 Klangplatten, das mit den Kalebassen auf dem Boden liegt und leicht gekrümmt ist. Es wird bei den Mbondo von drei Musikern gespielt und produziert eine Repräsentationsmusik für lokale Häuptlinge. Ein anderes Xylophon namens madimba mit 17 Platten, die ebenfalls in einer leicht gebogenen Ebene liegen, ist von den Pende im Südwesten des Kongo bekannt. Im Unterschied zu den rechteckigen Platten des madimba in Angola sind die Platten im Kongo fast dreieckig mit einer dem Spieler zugewandten Spitze. Bei den Chokwe in der Provinz Malanje ist ein weiteres Xylophon (citanda ca ndjimba oder kurz ndjimba) mit 17 rechteckigen Platten aus dem praktischen Grund stärker bogenförmig, damit der einzelne Spieler die Platten des langen Instruments mit ausgestreckten Armen besser erreichen kann.
Portugiesische Reisende im 17. Jahrhundert in Angola notierten die Bezeichnung madimba für Tragbügelxylophone. Die erste bekannte Abbildung eines Xylophons mit Kalebassenresonatoren und Tragbügel in dieser Region ist von 1692 und stammt vom Kapuziner-Missionar Girolamo Merolla da Sorrento (1650–1697), der in dem Königreichen Matamba und Ndongo unterwegs war, zu denen teilweise die Provinz Malanje gehörte.
Das Wort madimba lässt sich von malimba/marimba herleiten. Die Lautverschiebung entstand, weil es im Kimbundu kein R gibt und R oder L zwangsläufig in D verwandelt werden. Lediglich in der portugiesischen Literatur über die Provinz Malanji wird das Xylophon marimba genannt und die angolanischen Xylophonspieler heißen marimbeiros.

### Mbila mutondo der Venda

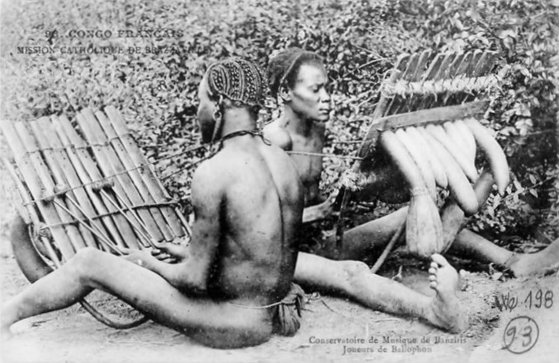
Zwei Xylophone mit zehn Klangstäben und Kalebassenresonatoren in Brazzaville, damals Französisch-Äquatorialafrika, 1907.

Die unter dem Namen mbila (Plural timbila) bekanntesten Xylophone werden von den Chopi im südlichen Mosambik gespielt. Die mbila der Venda in Südafrika sind praktisch verschwunden. Beide gehören typologisch zu den Xylophonen mit individuellen Resonatoren und werden oder wurden in unterschiedlichen Stimmungen in großen Orchesterbesetzungen verwendet.
Frei João dos Santos fand bei seiner Reise 1586 ein Instrument der Kalanga-Sprecher nördlich des Limpopo-Flusses im heutigen Simbabwe. Das ambira genannte Xylophon besaß 18 Klangplatten, unter jeder befand sich wie beim westafrikanischen balafon eine lange Kalebasse als Resonator. Die Klangplatten waren in einer Reihe angeordnet, mit den kleinsten, am höchsten tönenden auf der linken Seite des Spielers. Wie bis heute fast bei allen afrikanischen Xylophonen mit einzelnen Resonatoren üblich, war bei jeder Kalebasse ein kleines Loch am unteren Ende mit einem feinen Spinnengewebe beklebt, das als Mirliton dient. Die Klangplatten hingen an zwei Schnüren über den Kalebassenöffnungen. Laut dieser ältesten Beschreibung des Xylophons verwendeten die Musiker zwei Schlägel, deren Köpfe aus kugelförmig aufgerollten Sehnen gefertigt waren. Ein Orchester bestand aus vielen Xylophonen. Die Kalanga verwenden diesen Xylophontyp nicht mehr, er entspricht vermutlich eher den heutigen timbila der Venda als den Xylophonen der Chopi.
Aus dem Gebiet südlich des Limpopo liegen des Weiteren zwei Reiseberichte aus dem 18. Jahrhundert vor, die zeigen, dass ein solches Xylophon bereits in der Kapkolonie angekommen war. Der französische Astronom Nicolas-Louis de Lacaille (1713–1762) schreibt über seinen Aufenthalt am Kap der guten Hoffnung unter dem Datum 1. Januar 1753 von einem Instrument, das er bei den „Kaffern“ sah, womit die Xhosa gemeint sind:

„Es besteht aus 12 rechtwinklichten Bretstücken, deren jedes 18 bis 20 Zoll lang ist. In der Breite werden sie von dem ersten an, welches ungefehr sechs Zoll breit ist, bis zum letzten, welches nicht über drittehalb Zoll haben wird, immer schmäler. Diese kleinen Breter liegen neben einander auf zewy hölzernen Triangeln, an welche sie mit ledernen Riemen angemacht sind; so, daß das ganze Instrument eine Art von Tafel, die vier Fuß lang und zwanzig Zoll breit ist, vorstellt: unter jedem Bretchen ist ein Stück von einer Kallebasse (ausgehöhlten Kokosnuß-Schale), welches daran gemacht ist, um ihm eine Resonanz zu geben zu helfen. Ein Kerl trägt dieses Instrument vor sich, fast wie unsere Weiber zu Paris, die etwas zum Verkauf herum tragen, ihre flachen Körbchen, und spielt darauf, indem er auf die Breter mit zwey hölzernen Hammern schlägt, …“

Lacaille beschreibt ein Tragbügelxylophon mit annähernd gleich langen (zwischen 46 und 51 Zentimeter) und in der Breite abnehmenden (15 bis 6 Zentimeter) Klangstäben, das er am Kap sah. Da es von dort keine weiteren Berichte über ein solches Xylophon gibt, dürfte das erwähnte Exemplar, wie Percival Kirby seiner Form und Spielweise nach beurteilt, ein eingeführtes mbila der Chopi gewesen sein. Die Xylophone der Venda sind größer und können nicht während des Spiels getragen werden.
Weniger zuverlässig erscheint die Beschreibung des schwedischen Naturforschers Carl Peter Thunberg (1743–1828), der 1773 bei den „Hottentotten“, also den Khoikhoi, ein Xylophon ohne Kalebassenresonatoren gesehen haben will. Dies müsste die Übernahme eines einzelnen Xylophons gewesen sein, denn die hauptsächlich nomadisch lebenden Khoikhoi besaßen keine derart großen Musikinstrumente.

#### Bauform

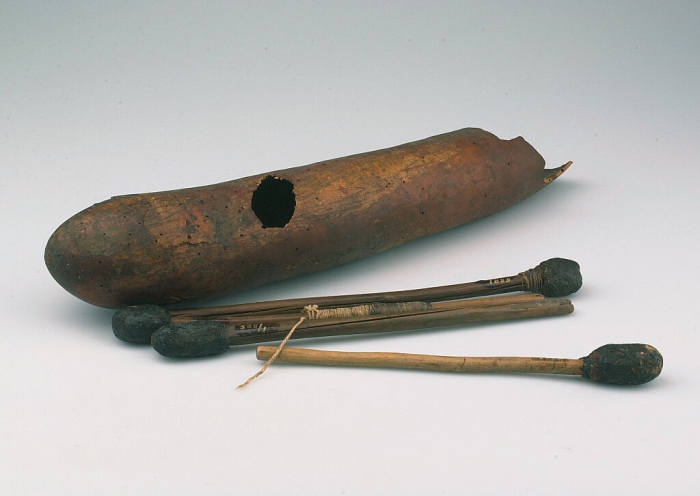
Vier Schlägel mit Gummiköpfen und ein abgebrochener Resonator (Flaschenkürbis) eines mbila mutondo. Vor 1930. Tropenmuseum, Amsterdam

Die vielleicht erste Beschreibung eines mbila bei den Venda stammt vom lutherischen Missionar Hermann Theodor Wangemann, der auf seiner zweiten Reise in Südafrika 1884 an der damaligen Missionsstation Tshewasse (bei der Stadt Sibasa in der Provinz Transvaal) ein Xylophon fand, das er „Bela“ nannte: „Die Bela ist ein schon ziemlich ausgebildetes musikalisches Instrument; klingende Holzstäbe sind nach der Tonleiter angestimmt; ihr Klang wird durch künstlich geschnittene Flaschenkürbisse als Resonanzboden verstärkt. Zum Schlagen der Holzstäbe gebrauchen sie Klöppel mit einem Ball von Gummi elasticum, der in den Wäldern häufig gefunden wird.“ Es folgt die Beschreibung der zu seiner Begrüßung auftretenden Tanztruppe, bei welcher Gelegenheit auch das große Xylophon gespielt wurde:

„Zwei Männer spielten zu gleicher Zeit; der die obere Stimme spielte, hatte zwei Klöppel, der die unteren, ihrer drei, indem er in der linken Hand für die Baßtöne zwei Klöppel hielt, mittelst deren er verschiedene Töne zugleich anschlug. […] Die linke Hand des Diskantisten oder die rechte Hand des Bassisten führte die zwar einfache, aber deutlich erkennbare Melodie (e–d–c–b), während die übrigen Töne, immer, fünf zugleich, theils die Harmonie, theils kunstvoll um die Melodie sich bewegende Variationen in schnellen Läufen und neuen Tonfiguren hinzufügten.“

Das heute fast völlig verschwundene Xylophon der Venda heißt mbila mutondo und besteht aus zwei parallelen dünnen, aber stabilen Trägerstäben mit etwa zwei Metern Länge, die an den Enden durch Querhölzer oder eine rechteckige Konstruktion aus Holzstäben zu einem Rahmen verbunden sind, der magomate genannt wird. Die seitlich herausragenden Querhölzer dienen als Handgriffe beim Transport. Die Klangstäbe sind dicht nebeneinander an zwei über den Rahmen gespannten Rindshautstreifen festgebunden und hängen frei über dem Rahmen. Sie werden aus dem dunkelbraunen, harten Holz eines in der Shona-Sprache mutondo genannten Baumes hergestellt (Ostafrikanisches Padauk, Pterocarpus angolensis, in Simbabwe Julbernardia globiflora, Tribus Detarieae). Aus dem wertvollen Holz fertigen die Venda die meisten Haushaltsgegenstände. Beim mutondo werden männliche und weibliche Bäume unterschieden und je nachdem von einzelnen Instrumentenbauern bevorzugt.
Die unter jeder Klangplatte – mit Ausnahme der drei kleinsten – hängenden Flaschenkürbisse (mikhumbu) sind durch Schnüre fest mit ihrer Öffnung dicht unter den Platten in einer schrägen Position fixiert. Für die Funktion als Resonanzverstärker sollte das Volumen der Kalebassen an die Tonfrequenz der Klangstäbe angepasst sein. Wenn für die größten Klangstäbe das Volumen einer Kalebasse nicht ausreicht, wird sie mit der Hälfte einer weiteren, mit Harz angeklebten Kalebasse verlängert. Seitlich am unteren Ende der Kalebasse ist um ein Loch eine Erhöhung aus festem Harz modelliert, die mit einem Spinnennetz (mbubwe) als Mirliton überzogen ist, was für ein schnarrendes Nebengeräusch sorgt. Die Klangstäbe sind in der Mitte zwischen den Schnurbefestigungen deutlich ausgedünnt. Beispielsweise ist ein 35 Zentimeter langer und 14 Zentimeter breiter Bass-Klangstab an den Enden 3,1 und in der Mitte lediglich 0,6 Zentimeter stark. An den Enden sind die Platten mit eingekerbten geometrischen Mustern verziert. Die Schlägel werden aus dem Holz von Spirostachys africana (Venda-Sprache muonza, Afrikaans tamboti) hergestellt, dessen Rinde einen medizinischen Wert hat und als Deodorant verwendet wird.

#### Spielweise
Es gibt keine standardisierte Tonhöhe der Klangstäbe, die Stimmung ist an diejenige der Rohrflöten angeglichen, die beim Venda-Nationaltanz tshikona verwendet werden. Percival Kirby (1934) notierte 21 Bezeichnungen für die Tonhöhen der heptatonisch gestimmten Flöten, die entsprechend auch für die Xylophonplatten bekannt waren, wobei die Xylophonspieler deren Reihenfolge zu seiner Zeit bereits fast vergessen hatten. Für ein mutmaßlich über 100 Jahre altes mbila mit 21 Klangstäben stellte er einen Tonumfang von Es bis es2 fest; ein um 1920 hergestelltes Instrument mit 22 Stäben hatte einen Tonumfang von D bis f2.
Beim Spiel liegt das mbila auf dem Boden mit den Klangstäben etwas in Richtung der Musiker geneigt und den tief tönenden Platten zu ihrer Linken. Laut Percival Kirby hocken zwei meist männliche Musiker nebeneinander davor. Der ältere Spieler auf der linken Seite übernimmt die Leitung und agiert mit drei Schlägeln (tshiombo): einer in der rechten Hand und zwei etwa im rechten Winkel gespreizt in der linken Hand. Der andere Spieler auf der rechten Seite verwendet in jeder Hand einen Schlägel. Er (genannt netzhizwane) beginnt mit einer ostinaten knappen Melodie und legt den Rhythmus fest, worauf der linke Spieler (makwetane) mit seinem rechten Schlägel eine gegenläufige, sich leicht verändernde Melodie ergänzt. Mit seinen beiden linken Schlägeln fügt er Basstöne hinzu. Diese Schlägel werden nie zugleich, sondern nur alternativ verwendet, um die Hand bei den großen Abständen zwischen mehreren tiefen Klangstäben nicht zu weit bewegen zu müssen. Die von beiden Musikern produzierten Rhythmen können bei den betonten Einheiten zusammenfallen oder vollständig nebeneinander verlaufen, sodass sie sich zu einem Kreuzrhythmus überlagern. Andrew Tracey zufolge bedienten drei Männer ein Xylophon. Der Leiter saß in der Mitte, an seiner rechten Seite saß der zweite Musiker und schlug die höheren Platten, während der linke Spieler die Basstöne produzierte. Im Vergleich zu anderen afrikanischen Xylophonstilen war das Tempo sehr langsam.
Die Xylophone und die großen Kesseltrommeln der Venda verweisen auf Kulturkontakte nach Mosambik, viele Stücke sind mit den mbila dza madeza-Liedern der Venda und mit der Musik der Shona von Simbabwe verwandt. Mbila gehörten zur regelmäßigen Unterhaltung des Häuptlings und seiner Umgebung in den größeren Siedlungen (Kraals) der Venda, es gab jedoch bereits in den 1930er Jahren nur noch wenige erfahrene Musiker. Gelegentlich traten mbila-Spieler als Wandermusiker außerhalb ihrer eigenen Siedlung auf. Während die Xylophonmusik im angrenzenden Mosambik und in Simbabwe weiterhin lebendig ist, erscheint das Fortbestehen der mbila mutondo-Tradition fraglich. Ende 2003 fand der südafrikanische Musikwissenschaftler Ndwamato George Mugovhani im Gebiet der Venda noch einen alten Xylophonspieler und einen alten Instrumentenbauer, die fundiert Auskunft über das mbila-Spiel geben konnten.

### Timbila der Chopi
Timbila der Chopi im südlichen Mosambik sind ähnlich konstruiert, aber kleiner als die Xylophone der Venda. Der Plural timbila steht auch für die sehr komplexe Musik, die mit den verschiedenen Größen dieses Xylophontyps gespielt wird. Die Tswa (BaTswa), eine nördlich der Chopi in der Provinz Inhambane lebende Ethnie, nennen ihre leichteren, aber ansonsten nahezu gleichen Xylophone muhambi. Vom ersten Missionar im südöstlichen Afrika, dem portugiesischen Franziskanerpriester André Fernandes, ist mit einem Brief von 1560 die älteste Notiz zu timbila erhalten. Eine umfassende frühe Beschreibung der Form und Herstellung der timbila gab der Schweizer Missionar Henri-Philippe Junod (1929).

#### Bauform

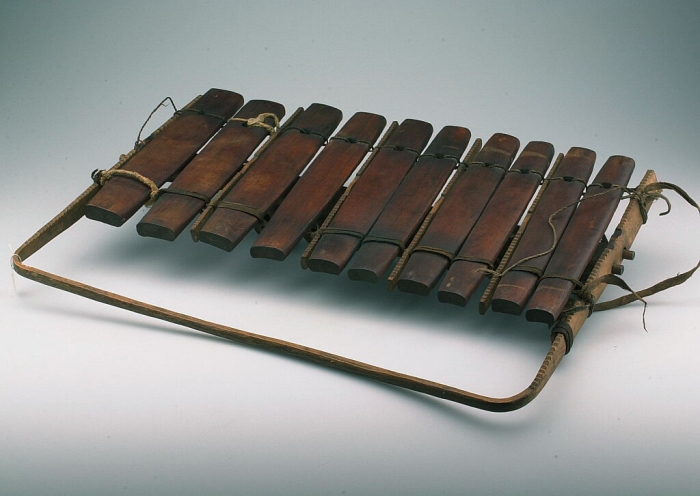
Mbila der Chopi mit zehn Klangstäben und Tragbügel. Tropenmuseum, Amsterdam

Die Klangplatten der timbila werden makhokhoma genannt und bestehen aus Niesholz (Ptaeroxylon obliquum, Chopi-Sprache mwendze), ein hartes, schweres, harzhaltiges Holz, das mit Hitze getrocknet wird und früher zum Bau stabiler Blockhäuser verwendet wurde. Wie bei anderen Xylophonen sind die Klangplatten an zwei Schnüren (tisinga) aufgereiht. Diese bestehen aus Rindshautstreifen oder Pflanzenfasern (von Cordyla africana, „Wilde Mango“, Chopi-Sprache mtondo) und sind an einem Gestell (mewalo) befestigt. Im Unterschied zu anderen Xylophonen fungiert als Längsträger nur ein mittiges Brett, in das unter jeder Klangplatte ein kreisrundes Loch geschnitten wurde. An jeder Öffnung des Brettes ist mit schwarzem Bienenwachs (pula) und Pflanzenfasern ein senkrecht nach unten ragender Resonanzkörper (dikosi, Plural makosi) festgeklebt, für den entweder große Kalebassen (sibembe) oder die kleinere Schale der zu den Brechnüssen gehörenden, wild wachsenden Gattung Strychnos spinosa (nsala) verwendet werden (matamba). Die mit Durchmessern zwischen 4 und 15 Zentimetern sorgfältig nach ihrer Größe ausgewählten Resonatoren müssen exakt in die Brettöffnung passen. Zur Feinabstimmung der Resonanz wird am Rand der Öffnung Wachs aufgetragen. Die entgegen anderen Xylophontypen starre Position der Resonanzkörper erlaubt deren genaue Stimmung und sorgt für den sehr lauten Klang dieser Instrumente. Als Mirliton (makosi), das über ein Loch an der Seite geklebt ist, dient eine dünne Membran aus Rinderbauchfell. Zu deren Schutz ist ein ringförmiges Stück einer kleinen Fruchtschale (makwakwa) mit Wachs aufgeklebt. Eine Besonderheit der timbila sind dünne Holzstreifen, die jeweils zwischen den übernächsten Klangplatten als Abstandhalter liegen. Sie sind am Mittelbrett befestigt und sollen zu starke Bewegungen der Platten verhindern.
Bis ins 19. Jahrhundert lagen die timbila beim Spiel wie die Venda-Xylophone mit den Kalebassen auf dem Boden. Die bis heute verwendeten Typen verfügen über einen Holzrahmen, mit dem sie in geringer Höhe fest auf dem Boden stehen. Die Klangplatten der timbila befinden sich beim Spielen in waagrechter Position und der Musiker kniet davor. Ein Bügel, der entlang einer Längsseite verläuft, dient zur Stabilisierung und ermöglicht dem Musiker, alternativ im Stehen das mit einem Band um den Hals gehängte Instrument mit Abstand der Platten vom Körper zu spielen. Die Köpfe der Schlägel (tikhongo) bestehen aus Gummikugeln, deren Gewicht und Festigkeit nach der Tonlage des Instruments bestimmt wird. Hitze und direkte Sonnenstrahlung verändert den Klang der Instrumente, wovon die Resonatoren stärker als die Platten betroffen sind, weshalb die Musiker bevorzugt am frühen Morgen oder späten Abend auftreten.
Timbila sind gleichstufig heptatonisch gestimmt und werden nach ihrer Tonhöhe in mehrere Varianten eingeteilt: Das tiefste Instrument (vergleichsweise Kontrabass) ist das chinzumana (auch chikhulu oder tshikhulu) mit ein bis üblicherweise vier großen Platten, die ohne genaue Tonhöhe wie eine Trommel klingen. Bei vier Klangplatten mit jeweils etwa 90 Zentimetern Länge ist das Instrument rund 150 Zentimeter lang. Der Durchmesser der Kalebassen beträgt bis zu 38 Zentimeter, bei manchen modernen Instrumenten werden Resonatoren aus Metall verwendet.
Die Platten des chinzumana erklingen in der Oktave unter dem tiefsten Ton des dibhinda (dibinde, Bass) mit zehn (neun bis zwölf) Klangplatten. Das dibhinda ist etwa 135 Zentimeter lang und seine tiefste Klangplatte ist eine Oktave tiefer als die dawumbila genannte, tiefste Platte des chilanzane gestimmt.
In der Tonhöhe dazwischen liegt das seltene dole (auch didole, mbingwe, Tenor) mit neun bis sechzehn Platten. Es wird eher bei der Initiation von Jungen und anderen rituellen Anlässen als in der Unterhaltungsmusik eingesetzt. Seine Spieltechnik weicht von denen der anderen Xylophone ab.
Das sanje (auch sange, Alt) besitzt bis zu 19 Klangplatten, misst bis zu 180 Zentimeter in der Länge und ist das beliebteste Xylophon der Chopi. Am höchsten (Sopran) klingt das chilanzane (auch tshilandzana), das ursprünglich zehn Platten besaß, Anfang des 20. Jahrhunderts auf zwölf bis vierzehn Platten erweitert wurde und heute vierzehn oder fünfzehn Platten besitzt, die eine Oktave höher gestimmt sind als beim dibinde.
In den ersten Jahrzehnten des 20. Jahrhunderts waren viele Chopi als Arbeitsmigranten in den Goldminen von Witwatersrand in Südafrika beschäftigt, wo sie aus den dort vorhandenen Hölzern (einfache Nadelhölzer) timbila anfertigten und mbila-Tänze (Tanzzyklus ngodo) veranstalteten. Diese ngodo-Tanzaufführungen, die erstmals Mitte des 16. Jahrhunderts von Portugiesen beschrieben wurden, waren die spektakulärsten und komplexesten Männertänze auf dem Gelände der Goldminen. fanden in regelmäßigen Abständen statt; als es jedoch bei Tanzwettbewerben zwischen verschiedenen Gruppen zu gewalttätigen Auseinandersetzungen kam, wurden die Wettbewerbe aufgegeben. Wegen der beschränkten Materialauswahl verwendeten die Minenarbeiter gelegentlich aus drei Hartholzteilen mit genagelten Hautstreifen zusammengesetzte Klangplatten, Resonatoren aus unterschiedlich großen Blechdosen und aufgeklebte Abschnitte von Gummiwasserschläuchen zum Schutz der Mirlitone. Letztere fertigten sie aus Rindsdarm.

#### Spielweise

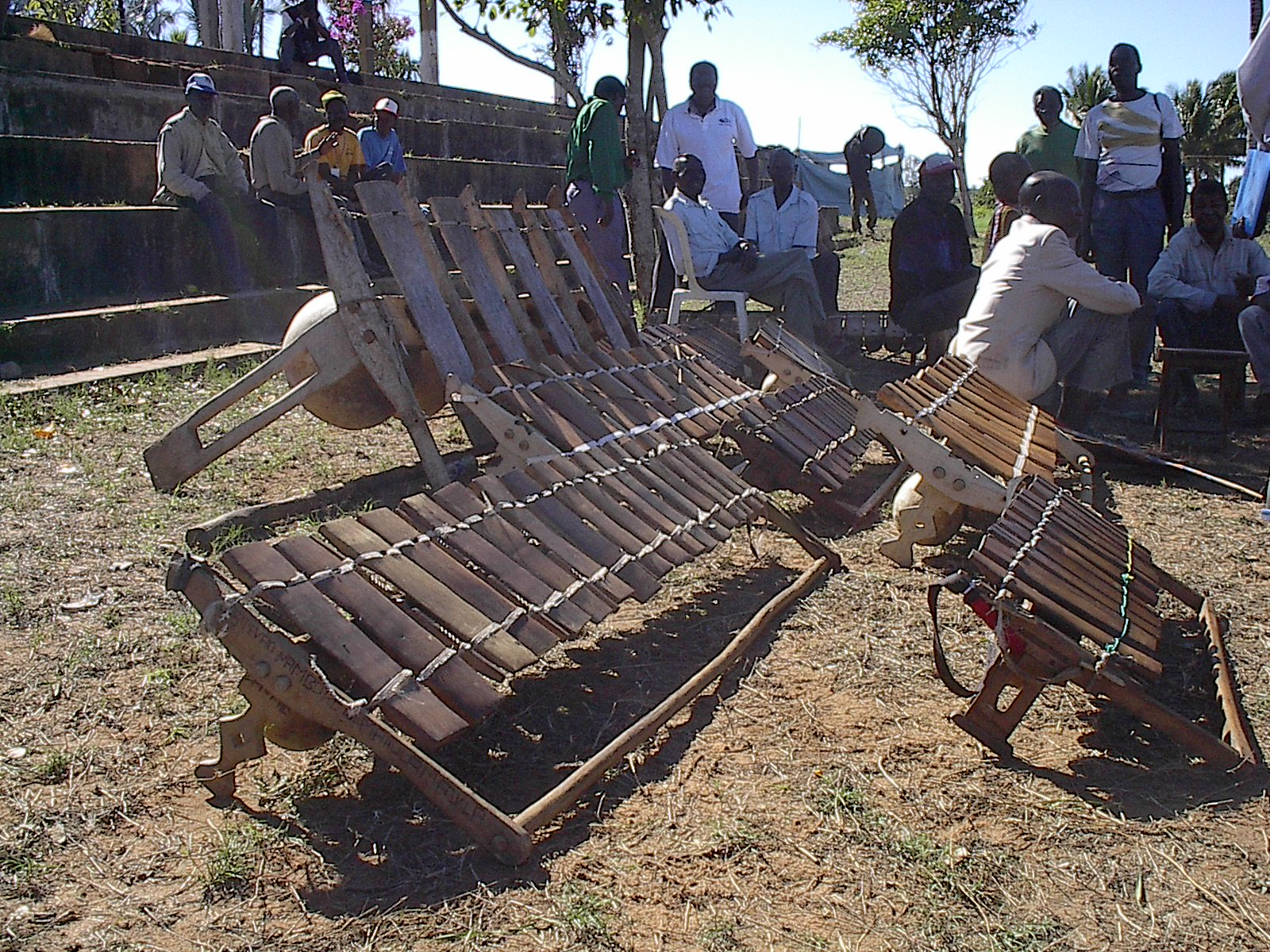
Mehrere timbila

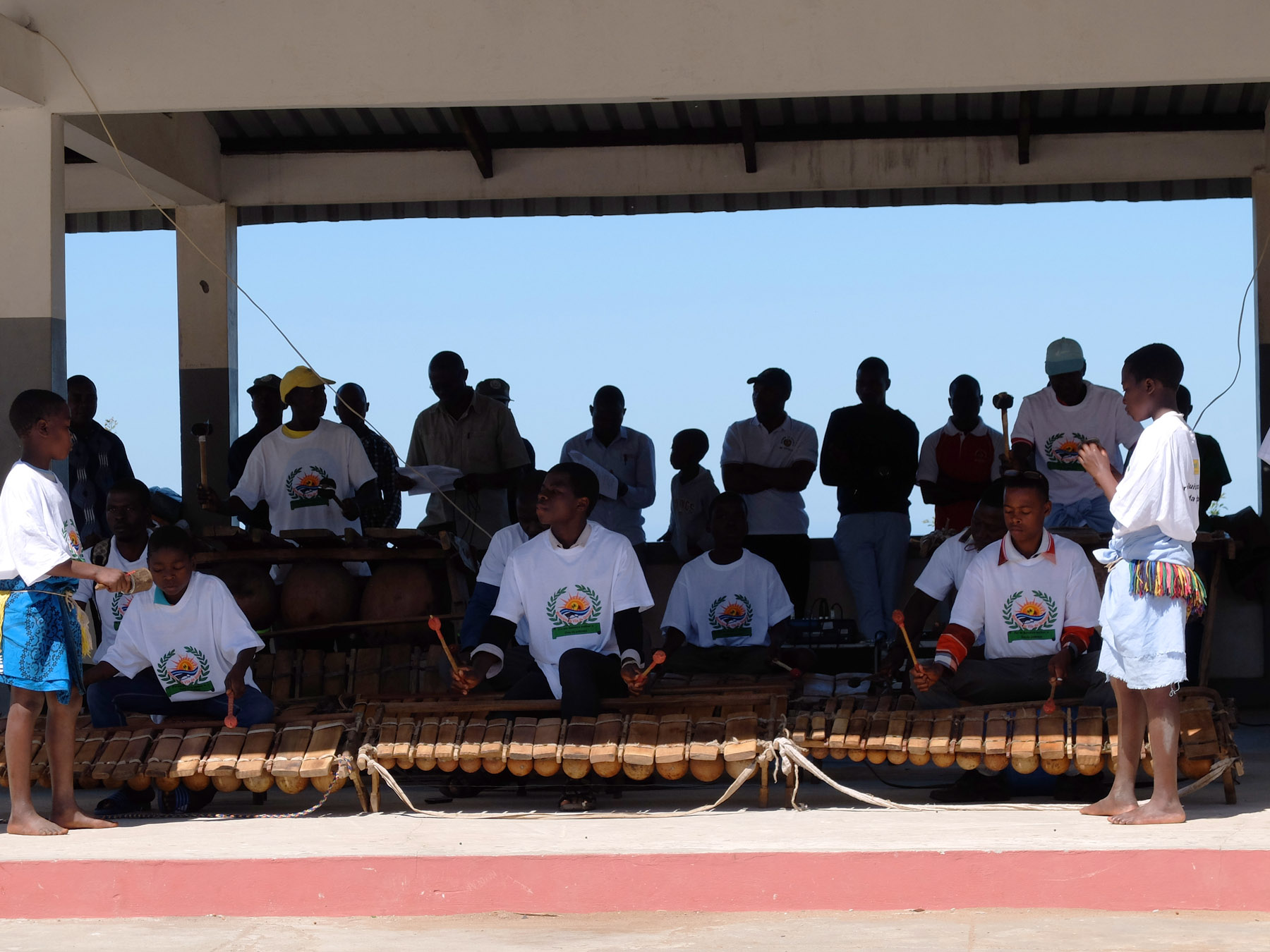
Timbila-Festival in Zavala, Mosambik, 2016

Timbila sind für den Einsatz im Orchester vorgesehen, ein solistisches Spiel ist selten. Timbila-Orchester, denen ein erfahrener Orchesterleiter (wasiki watimbila) vorstehen sollte, gehören zu jeder traditionellen Festveranstaltung und zur Begleitung diverser Tänze der Chopi. Henri-Philippe Junod beobachtete in den 1920er Jahren eine Orchesteraufführung mit 17 Instrumenten, die einen Kriegstanz begleiteten, davon waren vorne 14 chilanzane in zwei Reihen, dahinter zwei dibhinda und hinter diesen befand sich ein chinzumana. Ein vor dem Orchester stehender Junge schüttelte eine Gefäßrassel (ndjele, in diesem Fall eine Blechdose mit Stielhandgriff). Im Allgemeinen bilden je nach Anlass zwischen 10 und 20 timbila ein Orchester. Ein durchschnittliches Orchester zur Begleitung des ngodo-Tanzes umfasst heute zehn sanje, ein bis zwei chilanzane, zwei dibhinda und zwei chinzumana, die in drei Reihen hintereinander aufgestellt sind. Hinzu kommen etwa vier Rasselspieler, welche den Grundschlag vorgeben. Dieses Orchester begleitet bis zu 40 Tänzer und Sänger, die sich in einer Reihe davor aufgestellt haben. Die ersten Aufnahmen mit timbila-Musik machte Hugh Tracey 1942/43, Ende der 1940er Jahre wurden sie auf Schallplatte veröffentlicht.
Die Musik der Chopi im südlichen Mosambik besteht mit ihrer heptatonischen Skala aus Tonfolgen, die nicht mit der von Musikbögen hergeleiteten, pentatonischen Obertonreihe übereinstimmt, die im südlichen Afrika weit verbreitet ist, etwa bei dem in derselben Region gespielten Mundbogen xizambi oder beim Xhosa-Mundbogen umrhubhe, daher ist sie für die weiter nördlich in Mosambik lebenden Ethnien nicht leicht zu hören. Die timbila-Musik ist außerdem vielfältiger als die übrige traditionelle Musik des Landes, weshalb sie als erste nationale Musik Mosambiks gilt und im Jahr 2008 in die Repräsentative Liste des immateriellen Kulturerbes der Menschheit der UNESCO aufgenommen wurde. Der hierdurch und durch Auslandsauftritte gewonnenen internationalen Aufmerksamkeit steht die mangelnde Unterstützung durch die mosambikanische Regierung entgegen, weshalb auch die Aufführungen mit timbila-Musik seit der Unabhängigkeit 1975 rückläufig sind. Dass an staatlichen Feiertagen der timbila-Tanz als Nationaltanz aufgeführt wird, erscheint eher als Symbolpolitik. Vor 1975 und der Auflösung der Häuptlingstümer besaß jeder lokale Häuptling ein eigenes timbila-Orchester, das für ihn ein Statussymbol darstellte. Rivalitäten wurden durch Wettbewerbe zwischen mehreren Orchestern ausgetragen. Bis heute fungieren die an den Wochenenden auftretenden Orchester als Machtsymbole politischer Eliten auf lokaler Ebene. In der UNESCO-Würdigung werden jedoch das durchschnittlich hohe Alter der Musiker und Nachwuchsprobleme beklagt, obwohl heute auch Mädchen in den Orchestern spielen dürfen. Ferner erschwert die zunehmende Abholzung der Wälder, geeignetes Holz zur Herstellung der timbila zu bekommen.
Die timbila-Repräsentationsmusik umfasst zehn bis zwölf Sätze (mgodo oder kusynia timbila, in der Sprache der westlichen Musik Suiten). Diese enthalten Stücke (ndando, Plural tindando), zu denen meistens ein Lied gehört. Die Sätze tragen Eigennamen und werden – abgesehen von gewissen Vorlieben der Musiker oder von regionalen Eigenheiten – in einer allgemein verbindlichen Reihenfolge vorgetragen. Neu komponierte Sätze ersetzen ältere Kompositionen, sodass üblicherweise ein produktives Orchester mit einem eigenen Komponisten alle paar Jahre ein neues Programm vorträgt. Ein nur aus älteren Musikern bestehendes Orchester spielt dagegen häufig Jahrzehnte alte Stücke. Die einzelnen Stücke unterscheiden sich für den erfahrenen Zuhörer deutlich in ihrem musikalischen Charakter. Das zentrale Stück der timbila-Tanzmusik ist mzeno („das große Lied“, Plural mizeno, von -zeno, „langsam, auf ruhige Art spielen“), das durch zwei Wechsel der Tempi eine dramatische Intensität erhält. Es gibt einige alte mizeno-Kompositionen, die bis heute weithin bekannt sind und gespielt werden. Ein Chopi-Musiker erkennt üblicherweise einen anderen Musiker an seiner Spielweise ebenso wie an seinem Gesang. Der bekannteste timbila-Spieler vor 1975 war Shambini wa Makasa aus Mavila (bei Zavala), der einen leicht unterscheidbaren Individualstil pflegte.

### Dimbila der Makonde
Das dimbila ist ein kleines, hexatonisch gestimmtes Holmxylophon mit sechs Klangplatten der Makonde im Norden von Mosambik, bei dem sich beim Spiel zwei Musiker schräg gegenübersitzen. Es entspricht im Wesentlichen dem mangwilo der Shirima im Norden von Mosambik und dem jomolo der Baule in der Elfenbeinküste. Beim Holmxylophon ruhen die Klangplatten, durch eine weiche Zwischenlage getrennt, auf zwei parallelen Holzbohlen; bei größeren Instrumenten sind es häufig Bananenstämme oder seltener zusammengebundene Grasbüschel. Die Platten des kleinen dimbila sind auf eine besondere Weise befestigt: Auf einer Seite sind die Platten durchbohrt, um sie mit einem durch die Bohrung gesteckten Holzstab (mit einer Zwischenlage aus Gras) am Holm zu fixieren, während sie auf der anderen Seite durch Stäbe zwischen den Platten in ihrer Position gehalten werden. Bei den seltenen Holmxylophonen mendzan im Süden Kameruns werden für diese asymmetrische Befestigungsart Eisenstifte in den Holm geschlagen.
Diese Technik kommt auch bei einigen Xylophonen mit Resonatoren in Südostafrika und – was zu Spekulationen über einen auf das 1. Jahrtausend zurückreichenden Kultureinfluss aus Südostasien geführt hat – in Indonesien vor. So meinte etwa Arthur Morris Jones (1960 und später), zahlreiche musikalische Phänomene in Afrika und unter den Musikinstrumenten Xylophone, Schlitztrommeln bis hin zu kleinen westafrikanischen Handglocken (diese mit dem javanischen kemanak verwandt) auf einen indonesischen Einfluss zurückführen zu können. Viele der von Vertretern des Diffusionismus angeführten Parallelen haben methodische Schwächen und leiden an einer zu ungenauen Materialbasis. Dagegen gilt als wahrscheinlich, dass etwa die ostafrikanische Stabzither zeze, die von den Zaramo in Tansania verwendete Trogzither marimba, die einen rechteckigen Holzkasten besitzt, auf dem alle Klangplatten aufliegen (vgl. das indonesische gangsa) und die Verwendung von Borduntönen beim dimbila und einigen anderen Xylophonen auf einen süd- bzw. südostasiatischen Einfluss zurückgehen.
Andrew Tracey erwähnt diese Theorie auch im Zusammenhang mit der hochentwickelten Spielweise der timbila bei den Chopi und deren äquidistanter Stimmung. Damit folgt Tracey dem schottischen Musikethnologen Percival Kirby (1887–1970), dessen Hauptwerk von 1934 bis heute für die Beschreibung südafrikanischer Musikinstrumente herangezogen wird und für den es (1961) zweifellos feststand, dass die kalebassenverstärkten afrikanischen Xylophone ihren Ursprung im Malaiischen Archipel haben.

### Mambira in Nordmosambik
Gerhard Kubik fand 1962 ein Trogxylophon in der Nähe des Chilwa-Sees in der mosambikanischen Provinz Niassa, das von seinem Besitzer mambira genannt wurde. Es besaß 17 Klangplatten aus einem hellen Holz, die mit einer Zwischenschicht aus Weichgummi auf einem aus fünf Brettern gefügten Resonanzkasten lagen. An einer Seite waren die Platten mit Nägeln durch ein Loch in ihrer Mitte auf der Kastenwand fixiert. Das Loch war groß genug, damit die Platten beweglich blieben. Auf der anderen Seite wurde ihre seitliche Bewegung durch zwischen den Platten eingeschlagene Nägel begrenzt. Die Beschreibung passt auf den zum Vorbild erklärten indonesischen Typus.
Der Tonumfang dieses Exemplars betrug von ungefähr Es bis b1 zweieinhalb Oktaven. Das mambira wurde in waagrechter Position mit den höheren Klangplatten rechts von zwei nebeneinandersitzenden Musikern gespielt. Beide hielten einen Schlägel in jeder Hand, mit dem sie die Mitte der Platten anschlugen. Zu der für die Region ungewöhnlichen Spielweise gehörten parallele Tonfolgen, meistens in Terzen und Oktaven, die in kurzen Pattern wiederholt wurden. Mit den Instrumentalteilen abwechselnd sangen die Musiker kurze melodische Phrasen.